# Gambissara Forest Park
Der Gambissara Forest Park (Schreibvariante: Gambisara Forest Park) ist ein Waldgebiet im westafrikanischen Staat Gambia.

## Topographie
Das 308 Hektar große Waldgebiet liegt in der Upper River Region (URR) im Distrikt Fulladu East und wurde wie die anderen Forest Parks in Gambia zum 1. Januar 1954 eingerichtet. Es liegt nahe der Grenze zum Nachbarstaat Senegal unmittelbar am Ort Gambissara. Basse Santa Su, der Sitz der Verwaltungseinheit URR, ist vom Gebiet 6,3 Kilometer nach Nordosten entfernt.